# 이용필
이용필(李容弼, 1932년 12월 10일~2004년 3월 23일)은 대한민국의 정치학자이자 시스템 과학자이며 서울대학교의 명예교수이다.